# Chiesa di San Pietro Apostolo (Vermiglio)
La chiesa di San Pietro Apostolo è una chiesa sussidiaria di Vermiglio, in Trentino, che risale al XVI secolo.

## Storia
La sua fondazione è sicuramente antecedente al 1537, anno nel quale viene citata una prima volta la chiesa dedicata a San Pietro nella località di Vermiglio. Fu con molte probabilità oggetto di un ampliamento nella seconda metà del XVII secolo, e nel 1672 fu benedetta.
Alla fine del XIX secolo venne danneggiata da un incendio, restaurata e restituita al culto nel 1891.
Durante il primo conflitto mondiale venne ancora nuovamente danneggiata ed incendiata, quindi fu ancora restaurata e, in questa occasione, la facciata venne decorata.
A partire dalla seconda metà del XX secolo furono rifatte le coperture della chiesa e del campanile, le pareti furono ritinteggiate in vari momenti, fu rifatto in cotto il pavimento, l'edificio fu dotato di sistema di allarme, furono sistemate ancora le pareti interne, messi a norma gli impianti e il movimento delle campane fu spostato dal comando manuale a quello elettrico.